# Torace a botte
Il torace a botte è una conformazione della gabbia toracica, spesso visibile nelle persone anziane. Questa modificazione della gabbia toracica è più evidente nelle persone che in giovane età avevano un aspetto maggiormente longilineo.

## Descrizione
È caratterizzato da un aumento dei diametri antero-posteriore e trasverso, che causa un aspetto più tarchiato nella persona; ciò fa sì che anche le coste non si presentino più inclinate verso il basso, ma si pongano in una posizione più orizzontale. Il diametro supero-inferiore non è solitamente alterato.

## Eziologia
Può essere dovuto a un indebolimento dell'apparato muscolo-tendineo che non riesce più efficacemente a opporsi all'espansione naturale del torace, oppure a ipertrofia dei muscoli ausiliari della respirazione, oppure alla combinazione delle due.